# Chutes de Chisimba

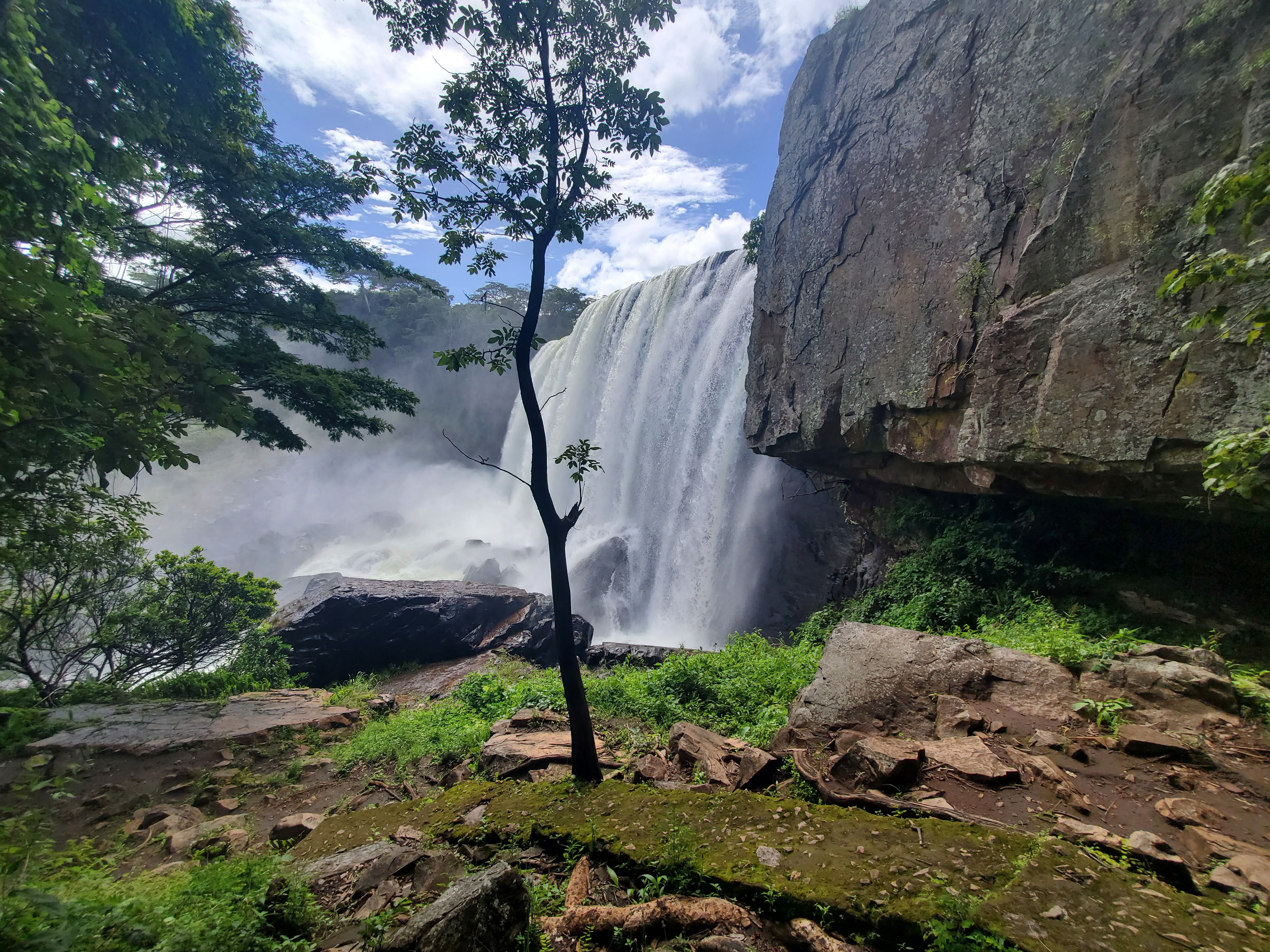
Chutes de Chisimba. Mars 2022.

Les chutes de Chisimba de la rivière Luombe se situent dans le District de Kasama, en Zambie. Elles sont considérées comme « l'un des lieux les plus sacrés du pouvoir ».
Elles alimentent une centrale hydro-électrique située juste au-dessus, qui appartient à la société ZESCO.

## Liste des chutes
Les trois chutes de Chisimba sont :
- les chutes de Mutumuna, mesurant 20 m de hauteur ;
- les rapides de Kayela ;
- la chute de Chishimba, mesurant 20 m de hauteur.